# Neolitsea balakrishnanii
Neolitsea balakrishnanii är en lagerväxtart som beskrevs av T. Chakrabarty & A.K. Goel. Neolitsea balakrishnanii ingår i släktet Neolitsea och familjen lagerväxter. Inga underarter finns listade i Catalogue of Life.